# Emmanuel Maillard
Emmanuel Maillard (Neuilly-sur-Seine, Francia 22 de septiembre de 1947) es una monja, conferencista, misionera católica y escritora francesa conocida por su labor de evangelización en medios de comunicación y libros sobre catolicismo y las apariciones marianas de Medjugorje.  

## Biografía

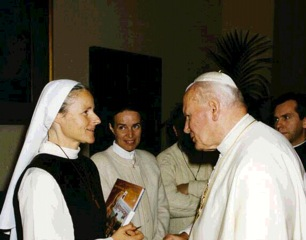
Sor Emmanuel visita al papa Juan Pablo II el 16 de noviembre de 1996 en Roma

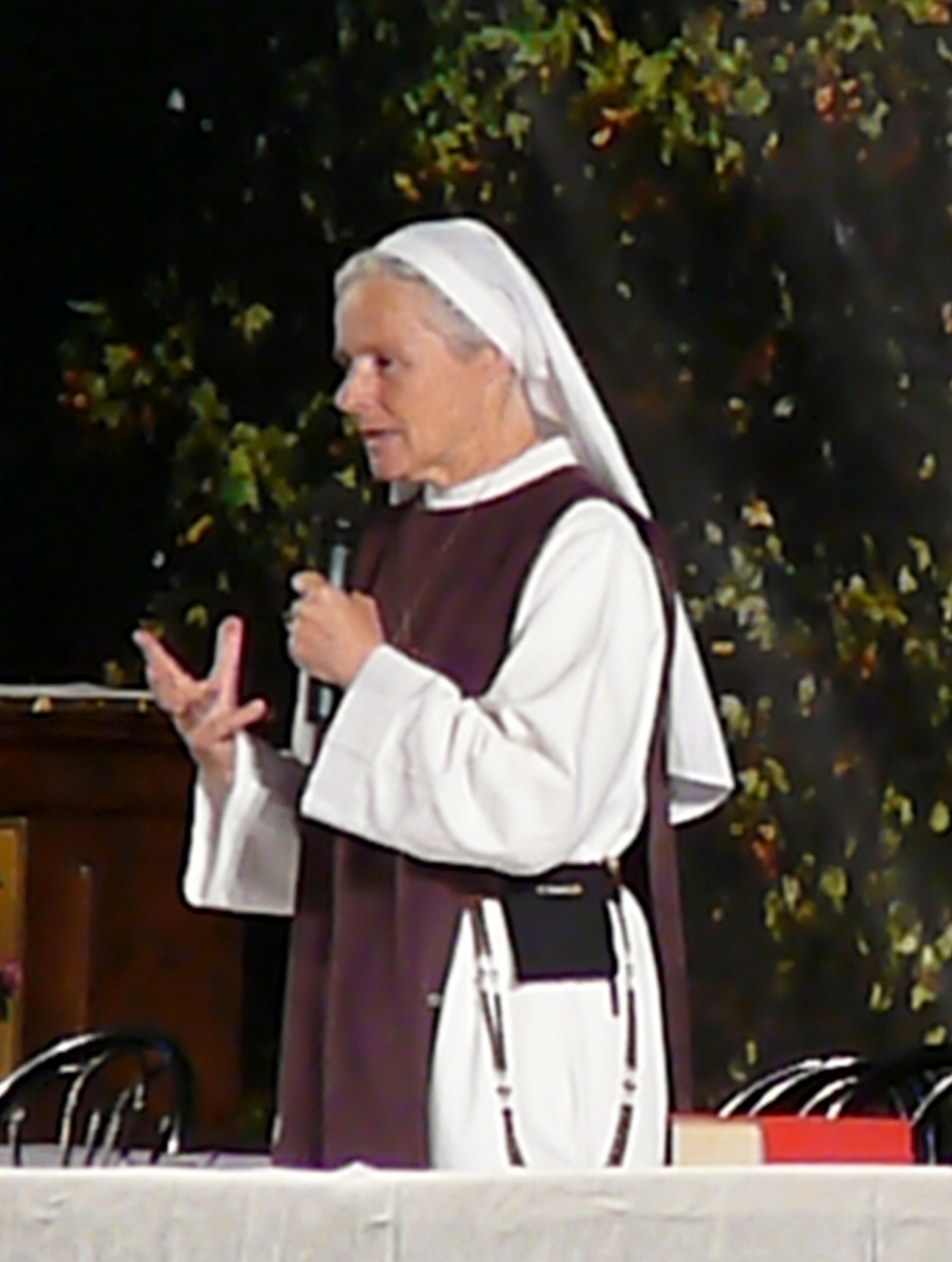
Sor Emmanuel durante una conferencia en Desio del 8 al 9 de octubre de 2011

Emmanuel Maillard nació en Neuilly-sur-Seine, Francia, el 22 de septiembre de 1947. A los 23 años no se sentía a gusto con una carrera profesional ni tener una vida de rutinas de trabajo de 8 horas días por 11 meses del año. Quería algo diferente y respirar otros aires, de manera que sale de Francia para conocer otras sociedades, otros modos de vida.  
Le atraía la India y pasó largos períodos allí y en otros países de Asia en búsqueda de espiritualidades nuevas y alternativas que animaran su existencia. Por entonces practicaba espiritismo y también astrología, pero según su testimonio, se sentía vacía y hasta pensó en suicidarse.  
En el año 1973 llegan a Francia las primeras oleadas de la Renovación Carismática y en Pentecostés tuvo una experiencia sobrecogedora donde decidió darle su vida a Dios, entonces a partir de ese momento su hogar se transformó en un lugar de evangelización. En 1975 decide unirse a la entonces denominada "Comunidad León de Judá" (hoy Comunidad de las Bienaventuranzas), un instituto religioso católico de reciente nacimiento. Se convirtió en monja en 1978.

### Estudios
Estudió teología con el cardenal Jean Daniélou y se graduó en literatura y arqueología en el año 1970 de la Universidad Sorbona Nueva - París 3.

### Evangelización
Tras una larga experiencia de siete años en Israel regresó a su tierra natal, donde comenzó un intenso trabajo de  evangelización utilizando los diversos medios de comunicación.  A mediados de la década de 1980 conoce las  apariciones de la Virgen María en Medjugorje, en la Yugoslavia de entonces; queda muy impactada por los mensajes marianos emanados de esta aparición y en 1989 se establece allí para ayudar a difundirlos.  
Para ello funda en 1990 el apostolado "Niños de Medjugorge", al cual se vinculan cardenales, obispos y arzobispos, junto con sacerdotes franciscanos cercanos a los videntes de la aparición mariana.  
Así, desde entonces todos los días primero y quince de cada mes, Sor Emmanuel publica un boletín difundiendo los mensajes marianos que constantemente se producen e informando sobre actividades que se realizan en torno a ellos. Este se distribuye y traduce a muchos idiomas. Con la aparición de la internet, el boletín se vuelve digital.  
Durante las guerras de los Balcanes, sor Emmanuel también se hace conocida por sus constantes comunicados en donde informa sobre  la situación de Herzegovina .
Finalizada la guerra, en 1996 la asociación comenzó a transmitir programas de televisión que llevó a sor Emmanuel a ser más conocida en Europa y en Estados Unidos,  siendo invitada por el Papa Juan Pablo II a Roma, el 16 de noviembre de 1996. Allí tuvo una audiencia con el papa polaco, quien la animó a continuar en su misión. 
El 22 de octubre de 1997 fue invitada a hablar ante el Congreso de los Estados Unidos de América .
Además de sus boletines informativos y sus mensajes por televisión,  Sor Emmanuel ha publicado libros y audiolibros sobre las apariciones marianas de Medjugorje y los mensajes que transmiten al mundo. Todos ellos han contado con la aprobación eclesiástica correspondiente para su difusión.  También lleva a cabo conferencias en distintos lugares del planeta, invitada por comunidades católicas interesadas en el impactante mensaje mariano de Medjugorge.

## Libros

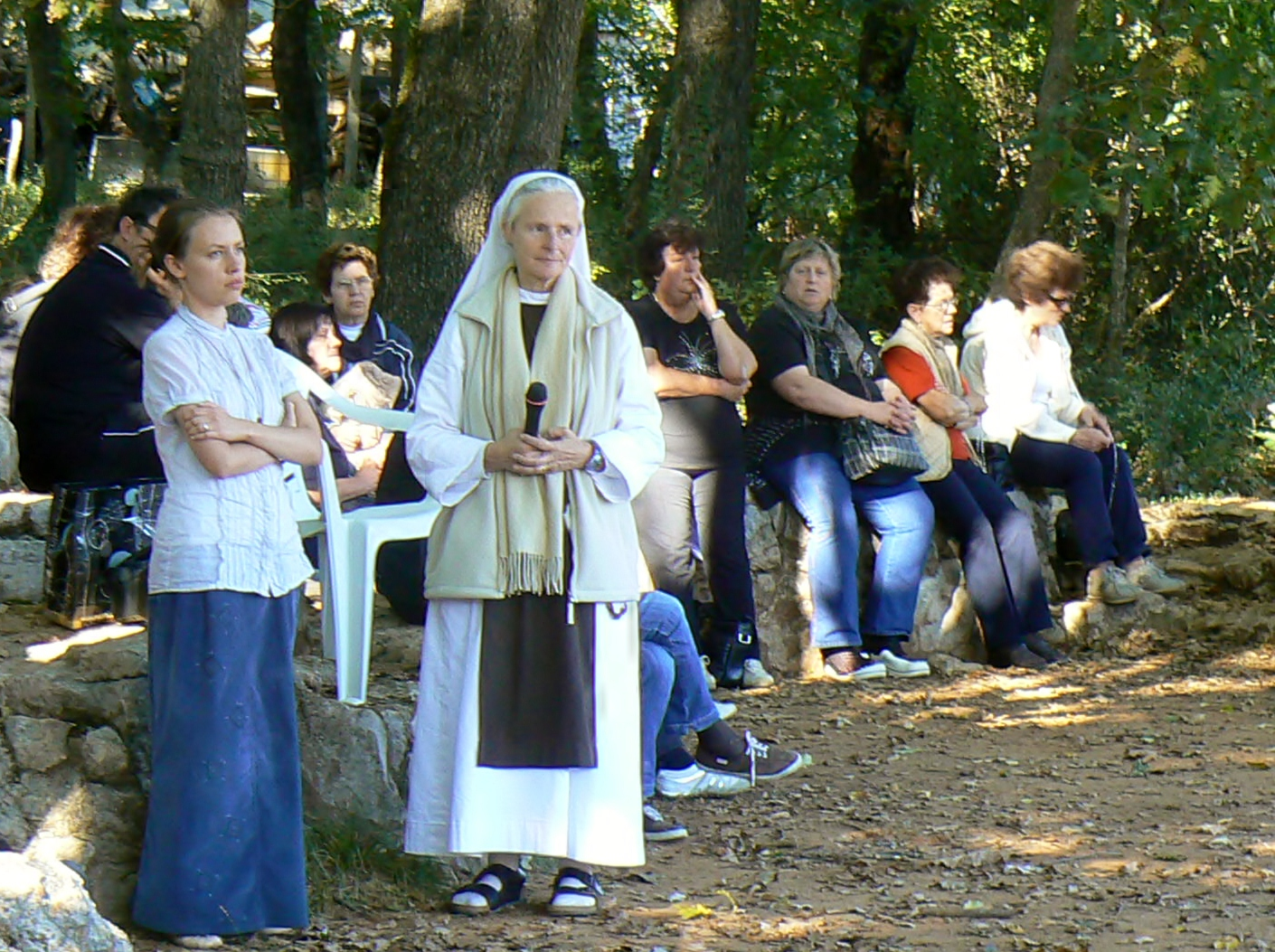
Sor Emmanuel durante una tarde de meditación y oración frente a peregrinos italianos y húngaros.

- ¡Hijos, ayuden a mi corazón a ganar! , Ediciones Shalom, 1996. ISBN 88-86616-10-4
- Medjugorje. Lo que dice la Iglesia , Ediciones Shalom, 1996. ISBN 88-86616-19-8
- Medjugorje. El triunfo del corazón , Ediciones Shalom, 1998. ISBN 88-86616-97-X
- Curación y liberación con ayuno , Ediciones Shalom, 2003. ISBN 88-8404-040-X
- El maravilloso secreto de las almas del purgatorio , Ediciones Vocepiù, 2005. ISBN 8889176016
- El niño oculto de Medjugorje, Ediciones Shalom, 2010. ISBN 978-88-8404-134-0
- Poder desconocido del ayuno. Sanación, liberación, alegría, Ediciones Amen, 2016.ISBN 978-88-9606-321-7